# Gode Airport
Gode Airport är en flygplats i Etiopien. Den ligger i den sydöstra delen av landet, 600 km sydost om huvudstaden Addis Abeba. Gode Airport ligger 254 meter över havet.
Terrängen runt Gode Airport är huvudsakligen platt. Gode Airport ligger nere i en dal. Runt Gode Airport är det glesbefolkat, med 13 invånare per kvadratkilometer. Omgivningarna runt Gode Airport är i huvudsak ett öppet busklandskap.